# Rüdiger von Kirchmayr
Rüdiger von Kirchmayr, nemški častnik, vojaški pilot in letalski as, * 18. julij 1921, Klosterneuberg, Avstrija, † 8. december 1994.

## Življenjepis
Aprila 1941 se je Kirchmayr začel šolati za vojaškega pilota v Jagdfliegerschule 5, poleti 1941 pa je bil dodeljen k 4./JFS 5, ki je deloval z baze v Le Havre-Octeville in je pomagal JG 2 in JG 26 pri obrambi Francije. Tam je 20. septembra sestrelil svoje prvo sovražno letalo, Spitfira britanske RAF. Februarja 1942 je bil prmeščen k Ergänzung-Jagdgruppe West, do takrat pa je s petimi zračnimi zmagami že postal letalski as. 
5. junija 1942 je bil von Kirchmayr premeščen k 4./JG 1, ki je imel bazo na Nizozemskem. 17. aprila 1943 je bil ponovno premeščen, tokrat je postal tehniški častnik v Stabstafflu II./JG 1. Že 22. junija 1943 pa je von Kirchmayr prevzel prvo poveljstvo v svoji karieri. S činom poročnika je postal Staffelkapitän 5./JG 1.
von Kirchmayr je postal specialist za boj proti ameriškim težkim bombnikom, ki so napadali rajh v dnevnih akcijah. V eni od bojnih nalog proti bombniški formaciji je bil 1. decembra 1943 v bližini Aachna sestreljen in ranjen. Iz svojega Focke Wulf Fw 190 A-5 (W. Nr. 7333) “Rumena 5” je sicer uspel izskočiti s padalom a je moral zaradi dobljenih ran nekaj časa preživeti v bolnišnici. Tako je imel do konca leta 1943 na svojem repnem stabilizatorju narisanih 15 oznak za sestreljena sovražnikova letala sam pa je imel čin nadporočnika.
Do zavezniškega izkrcanja v Normandiji v juniju 1944 je število zmag povečal na 35, vendar pa vseh zmag ni mogel potrditi. 15. julija 1944 je bil von Kirchmayr premeščen v Stabsstaffel II./JG 1, 13. avgusta pa je bil v boju z ameriškimi lovci North American P-51 Mustang spet zadet. Svoje poškodovano letalo je sicer uspel zasilno pristati, vendar je bil v boju spet ranjen in je spet nekaj časa preživel v bolnišnici. 1. oktobra 1944 je postal Gruppenkommandeur I./JG 11. Skupini je od januarja 1945 poveljeval na vzhodni fronti, kjer je le-ta uspešno delovala kot lovsko bombniška skupina in napadala mostove, vojaške kolone in sovražne kopenske sile. von Kirchmayr sam je uničil en tank in več drugih vojaških vozil, poleg tega pa je sestrelil še devet sovjetskih lovcev Jakovljev Jak-9, od katerih je kar tri sestrelil 10. februarja in dva 12. februarja. 
Med služenjem na vzhodni fronti je bil povišan v čin stotnika in predlagan za odlikovanje z Viteškim križem. Sprva je bilo odlikovanje sicer zavrnjeno, aprila pa so mu ga vseeno podelili. V istem mesecu je zapustil enoto in se pridružil enoti JV 44, s katero je dočakal konec vojne.
Rüdiger von Kirchmayr je na 392 bojnih nalogah dosegel 50 zračnih zmag, od katerih jih je 41 dosegel na zahodni, 9 pa na vzhodni fronti. Med temi zmagami je bilo kar 10 težkih bombnikov. 

## Odlikovanja
- Viteški križ železnega križca (april 1945)